# 小野不由美
小野 不由美（おの ふゆみ、1960年12月24日 -）は、日本の小説家。大分県中津市出身、京都市在住。血液型はO型。夫は推理作家の綾辻行人。

## 経歴
1960年12月24日、大分県中津市に生まれる。父親は設計事務所を経営し、幼いころから図面に馴染みがあり、長じて建物に対する興味が湧く。また、出身地には怪奇伝説や伝承が多く、幼少期から両親にせがんで怪奇話を聞く。1976年、大分県立中津南高等学校に入学。アニメーション&漫画研究部を設立、初代会長を務めていた。
1979年、大谷大学文学部仏教学科に入学する。在学中に京都大学推理小説研究会に所属する。当時のペンネームは宇野冬美。同時期の部員には、後に小説家となる綾辻行人・法月綸太郎・我孫子武丸らがいた。1986年、部員仲間の綾辻行人と学生結婚する。同年、大学を卒業。大学院に在籍するも、学資が尽き自主退学。目標を見失うが、大学時代に書いた小説を読んだ編集者から小説を書かないかと誘われる。それまで小説家になろうと積極的に考えたことはなかったという。1988年、『バースデイ・イブは眠れない』で講談社X文庫ティーンズハートからデビューする。1989年、悪霊シリーズ第1作『悪霊がいっぱい!?』を発表。足掛け5年つづく人気シリーズとなり、後にコミック化、テレビアニメ化された。1992年、十二国記シリーズの第1作『月の影 影の海』を発表。著者の代表作となる。
1993年、『東亰異聞』が第5回日本ファンタジーノベル大賞の最終候補作になる。後に新潮社より刊行。1996年、『図南の翼』が「本の雑誌」のベスト10に選出。北上次郎が週刊誌の書評欄で絶賛するなど、少女小説の範疇を越えて注目を集める。1998年、原稿用紙3500枚の大作である『屍鬼』を発表。ベストセラーとなり、世間に広く名が知られるようになる。1999年、『屍鬼』が第12回山本周五郎賞、日本推理作家協会賞の候補作になる。
2010年から2011年にかけて、『悪霊シリーズ』全7巻を全面的に改稿し、メディアファクトリーより『ゴーストハントシリーズ』として改題・刊行した。
2012年、『十二国記』が、新潮文庫に版元を変えて刊行スタートする。一部テキストにも手が加えられている。2013年6月には、シリーズ12年ぶりの短篇集『丕緒の鳥』が出版された。
2012年7月、ホラー小説『残穢』を刊行。翌2013年5月、第26回山本周五郎賞を受賞する。2016年に映画化。
2019年、『十二国記』最新作で長編としては18年ぶりとなる『白銀の墟 玄の月』を刊行。翌2020年、『十二国記』シリーズで第5回吉川英治文庫賞を受賞。

## 作風
- ホラー的な要素を強めた本格ミステリーや、山海経の伝説や妖怪の世界と併せて、中国古代史に範を取った重厚な世界観を構築するハイ・ファンタジー、十二国記シリーズがある。
- 十二国記シリーズは、新潮社でホラー『魔性の子』を書いたときに、背景となる想定世界として作られ、地図や年表、図表なども作っていた[4]。それをファンタジーを書くことを提案した講談社編集者に話したところ小説化するように勧められた、結果として好評でシリーズが生まれた。約30年にわたって書き継がれており、本編としては、あと長編1冊で完結する[4]。
- 『残穢』では、ドキュメンタリー・ホラーに踏み込み、ルポルタージュ文体で書き、山本周五郎賞を受賞した。選考会では、「今まで読んだ小説の中で一番怖い」、「手元に本を置いておくことすら怖い」（唯川恵）と高い評価を受けた[11]。
- 小説の執筆は、きっかけはあっても、他者の作品のシーンや好きな話に触発されたり、その話や構成を自己展開するなど、技術を駆使して作品の形にしている。小説の技術論が日本では確立していないと思っている。技術的にすごいので、藤沢周平と篠田節子を尊敬している。物語を主軸にしてキャラクターは「記号」「パーツ」として扱うが、少しは共感しないと作品内で存在できず、こちらから歩み寄るようにしている。文章を書くのに、「不必要に言葉を省略しないこと」、「言葉の意味を共有するために辞書に載っている意味通りに言葉を使う」、「多くの資料をあたる」ようにしている。[12]
- ミステリを好み、ファンタジーは小説の依頼を受けて初めて入ったが、あまり読まない[8]。ディーン・R・クーンツとスティーヴン・キングの大きな影響がある。アーサー・ランサム、J・R・R・トールキンにも影響を受けている。作品ではロジャー・ゼラズニイの真世界アンバーシリーズを愛読した[12]。また、C.S.ルイス『ナルニア国ものがたり』も自身のファンタジーの理想形の形成に大きく寄与している[8]。

## エピソード
- デビュー以来、基本的に人前には出ず顔写真も公開していない。山本周五郎賞を受賞した際も、会見は行わず電話インタビューのみだった[13]。講演も1999年11月9日の母校である大谷大学仏教学会の「仏教学部卒業生はいま - 作家になった小野不由美さんの場合」のみである[14]。雑誌「ダ・ヴィンチ」の特集インタビューで着物を着た後姿が掲載された[4]。「波」1998年9月号の京極夏彦との対談では、京極の背後で俯いて顔を隠した写真が掲載されている[15]。
- 竹本健治のミステリー小説『ウロボロスの基礎論』とその続編では容疑者のひとりとして実名で登場する。
- 1990年代にはテレビゲームにはまった時期があり、専門誌で連載を持っていた[16]。
- 現在も様々な理由でメディア出演を控えているが、ゲーム好きという一面は変わっておらず、夫によればオンラインゲーム『ファイナルファンタジーXIV』を熱心にプレイし続けているという[17]。

## 関連人物
- 綾辻行人 - 夫で推理作家。デビュー作『十角館の殺人』は、小野の郷里である大分県を舞台としている。
- 宇山日出臣 - 講談社の編集者。雑誌「メフィスト」の誌名は小野の著書『メフィストとワルツ!』のタイトルに因む。宇山はこの本の担当編集者で、意欲的に取り組んだが不発に終わり、後に「メフィスト」創刊の時、そのリベンジの意を込めて命名した。『くらのかみ』は、宇山が定年退職前に最後に手掛けた企画であるミステリー叢書『ミステリーランド』の第1回配本として刊行。2007年に死去。
- 小野剛 - 従兄の子。元プロ野球選手。実業家。

## 文学賞受賞歴・候補歴
- 1993年 - 『東亰異聞』が第5回日本ファンタジーノベル大賞の最終候補。
- 1999年 - 『屍鬼』が第12回山本周五郎賞、第52回日本推理作家協会賞（長編部門）候補。
- 2002年 - 『黒祠の島』が第2回本格ミステリ大賞の最終候補[18]。
- 2003年 - 『くらのかみ』が第4回本格ミステリ大賞の最終候補[19]。
- 2013年 - 『残穢』で第26回山本周五郎賞を受賞。
- 2019年 - 『営繕かるかや怪異譚 その弐』が第10回山田風太郎賞候補[20]。
- 2020年 - 「十二国記」シリーズで第5回吉川英治文庫賞受賞。

## ミステリ・ランキング
- 1999年 - 『屍鬼』が『このミステリーがすごい!』第4位。
- 2001年 - 『黒祠の島』が「本格ミステリベスト10 （2002年版）3位。
- 2003年 - 『くらのかみ』が「本格ミステリベスト10 2004年版」7位。
- 2004年1月 - 『屍鬼』が「Yahoo!ユーザーが選ぶ2003年ベストミステリー」6位。

## 著作

### 小説
【悪霊シリーズ】
- 悪霊がいっぱい!?（1989年8月5日 講談社X文庫ティーンズハート - イラスト：中村幸緒）
  - 【新装版】ゴーストハント1　旧校舎怪談（2010年11月19日 メディアファクトリー - イラスト：いなだ詩穂）講談社X文庫ホワイトハート版を加筆・修正
  - 【新装版】ゴーストハント1　旧校舎怪談（2020年06月12日 角川文庫 - イラスト：六七質）メディアファクトリー版の文庫化
- 悪霊がホントにいっぱい！（1989年11月5日 講談社X文庫ティーンズハート - イラスト：中村幸緒）
  - 【新装版】ゴーストハント2　人形の檻（2011年1月14日 メディアファクトリー - イラスト：いなだ詩穂）講談社X文庫ホワイトハート版を加筆・修正
  - 【新装版】ゴーストハント2　人形の檻（2020年6月25日 角川文庫 - イラスト：六七質）メディアファクトリー版の文庫化
- 悪霊がいっぱいで眠れない（1990年3月5日 講談社X文庫ティーンズハート - イラスト：中村幸緒）
  - 【新装版】ゴーストハント3　乙女ノ祈リ（2011年3月19日 メディアファクトリー - イラスト：いなだ詩穂）講談社X文庫ホワイトハート版を加筆・修正
  - 【新装版】ゴーストハント3　乙女ノ祈リ（2020年9月25日 角川文庫 - イラスト：六七質）メディアファクトリー版の文庫化
- 悪霊はひとりぼっち（1990年9月5日 講談社X文庫ティーンズハート - イラスト：中村幸緒）
  - 【新装版】ゴーストハント4　死霊遊戯（2011年5月20日 メディアファクトリー - イラスト：いなだ詩穂）講談社X文庫ホワイトハート版を加筆・修正
  - 【新装版】ゴーストハント4　死霊遊戯（2020年12月25日 角川文庫 - イラスト：六七質）メディアファクトリー版の文庫化
- 悪霊になりたくない！（1991年3月5日 講談社X文庫ティーンズハート - イラスト：中村幸緒）
  - 【新装版】ゴーストハント5　鮮血の迷宮（2011年7月15日 メディアファクトリー - イラスト：いなだ詩穂）講談社X文庫ホワイトハート版を加筆・修正
  - 【新装版】ゴーストハント5　鮮血の迷宮（2021年3月25日 角川文庫 - イラスト：六七質）メディアファクトリー版の文庫化
- 悪霊と呼ばないで（1991年10月5日 講談社X文庫ティーンズハート - イラスト：中村幸緒）
  - 【新装版】ゴーストハント6　海からくるもの（2011年9月22日 メディアファクトリー - イラスト：いなだ詩穂）講談社X文庫ホワイトハート版を加筆・修正
  - 【新装版】ゴーストハント6　海からくるもの（2021年6月25日 角川文庫 - イラスト：六七質）メディアファクトリー版の文庫化
- 悪霊だってヘイキ！ 上（1992年9月5日 講談社X文庫ティーンズハート - イラスト：中村幸緒）
- 悪霊だってヘイキ！ 下（1992年10月5日 講談社X文庫ティーンズハート - イラスト：中村幸緒）
  - 【新装版】ゴーストハント7　扉を開けて（2011年11月18日 メディアファクトリー - イラスト：いなだ詩穂）講談社X文庫ホワイトハート版上下巻を加筆・修正
  - 【新装版】ゴーストハント7　扉を開けて（2021年6月25日 角川文庫 - イラスト：六七質）メディアファクトリー版の文庫化

【ゴースト・ハント（GH）シリーズ】
- 悪夢の棲む家 ゴ－スト・ハント 上（1994年3月20日 講談社X文庫ティーンズハート - イラスト：小林瑞代）
- 悪夢の棲む家 ゴ－スト・ハント 下（1994年4月20日 講談社X文庫ティーンズハート - イラスト：小林瑞代）

【十二国記シリーズ】
- 【新装版】魔性の子（2012年7月1日 新潮文庫 - イラスト：山田章博）表紙変更、十二国記シリーズ組入。
- 月の影 影の海 上（1992年6月20日 講談社X文庫ホワイトハート - イラスト：山田章博）
  - 【新装版】月の影 影の海 上（2000年1月14日 講談社文庫）講談社X文庫ホワイトハート版を加筆・修正
  - 【新装版】月の影 影の海 上（2012年7月1日 新潮文庫 - イラスト：山田章博）講談社文庫を部分的に訂正
- 月の影 影の海 下（1992年7月20日 講談社X文庫ホワイトハート - イラスト：山田章博）
  - 【新装版】月の影 影の海 下（2000年1月14日 講談社文庫）講談社X文庫ホワイトハート版を加筆・修正
  - 【新装版】月の影 影の海 下（2012年7月1日 新潮文庫 - イラスト：山田章博）講談社文庫を部分的に訂正
- 風の海 迷宮の岸 上（1993年3月11日 講談社X文庫ホワイトハート - イラスト：山田章博）
- 風の海 迷宮の岸 下（1993年4月12日 講談社X文庫ホワイトハート - イラスト：山田章博）
  - 【新装版】風の海 迷宮の岸（2000年4月14日 講談社文庫）講談社X文庫ホワイトハート版上下巻を加筆・修正
  - 【新装版】風の海 迷宮の岸（2012年10月1日 新潮文庫 - イラスト：山田章博）講談社文庫を部分的に訂正
- 東の海神 西の滄海（1994年6月5日 講談社X文庫ホワイトハート - イラスト：山田章博）
  - 【新装版】東の海神 西の滄海岸（2000年7月14日 講談社文庫）講談社X文庫ホワイトハート版上下巻を加筆・修正
  - 【新装版】東の海神 西の滄海（2013年1月1日 新潮文庫 - イラスト：山田章博）講談社文庫を部分的に訂正
- 風の万里 黎明の空 上（1994年7月18日 講談社X文庫ホワイトハート - イラスト：山田章博）
  - 【新装版】風の万里 黎明の空 上（2000年10月12日 講談社文庫）講談社X文庫ホワイトハート版上下巻を加筆・修正
  - 【新装版】風の万里 黎明の空 上（2013年4月1日 新潮文庫 - イラスト：山田章博）講談社文庫を部分的に訂正
- 風の万里 黎明の空 下（1994年8月29日 講談社X文庫ホワイトハート - イラスト：山田章博）
  - 【新装版】風の万里 黎明の空 下（2000年10月12日 講談社文庫）講談社X文庫ホワイトハート版上下巻を加筆・修正
  - 【新装版】風の万里 黎明の空 下（2013年4月1日 新潮文庫 - イラスト：山田章博）講談社文庫を部分的に訂正
- 図南の翼（1996年2月5日 講談社X文庫ホワイトハート - イラスト：山田章博）
  - 【新装版】図南の翼（2001年1月15日 講談社文庫）講談社X文庫ホワイトハート版上下巻を加筆・修正
  - 【新装版】図南の翼（2013年10月1日 新潮文庫 - イラスト：山田章博）講談社文庫を部分的に訂正
- 黄昏の岸 暁の天 上（2001年5月15日 講談社X文庫ホワイトハート - イラスト：山田章博）
- 黄昏の岸 暁の天 下（2001年5月15日 講談社X文庫ホワイトハート - イラスト：山田章博）
  - 【新装版】黄昏の岸 暁の天（2001年4月15日 講談社文庫）講談社X文庫ホワイトハート版上下巻を加筆・修正
  - 【新装版】黄昏の岸 暁の天（2014年4月1日 新潮文庫 - イラスト：山田章博）講談社文庫を部分的に訂正
- 華胥の幽夢（2001年9月5日 講談社X文庫ホワイトハート - イラスト：山田章博）
  - 【新装版】華胥の幽夢（2001年7月13日 講談社文庫）講談社X文庫ホワイトハート版上下巻を加筆・修正
  - 【新装版】華胥の幽夢（2014年1月1日 新潮文庫 - イラスト：山田章博）講談社文庫を部分的に訂正
- 白銀の墟 玄の月 一（2019年10月12日 新潮文庫 - イラスト：山田章博）
- 白銀の墟 玄の月 二（2019年10月12日 新潮文庫 - イラスト：山田章博）
- 白銀の墟 玄の月 三（2019年11月9日 新潮文庫 - イラスト：山田章博）
- 白銀の墟 玄の月 四（2019年11月9日 新潮文庫 - イラスト：山田章博）

- バースデイ・イブは眠れない（1988年9月 講談社X文庫ティーンズハート - イラスト：富沢 珠緒）デビュー作。
- メフィストとワルツ！（1988年12月 講談社X文庫ティーンズハート - イラスト：中村 幸緒）『バースデイ・イブは眠れない』の続編。
- 悪霊なんかこわくない（1989年1月 講談社X文庫ティーンズハート - イラスト：中村 幸緒）悪霊シリーズの原点ともいえる作品。

- 呪われた十七歳（1990年7月 朝日ソノラマ パンプキン文庫 - イラスト：生嶋 美弥）
  - 【改題】過ぎる十七の春（1995年4月 講談社X文庫ホワイトハート - イラスト：波津 彬子）朝日ソノラマ版を加筆・修正
  - 【新装版】過ぎる十七の春（2016年3月 講談社X文庫ホワイトハート - イラスト：樹 なつみ）
  - 【新装版】過ぎる十七の春（2023年1月24日 角川文庫）講談社X文庫ホワイトハート版を加筆・修正
- グリーンホームの亡霊たち（1990年11月 朝日ソノラマ パンプキン文庫 - イラスト：生嶋 美弥）
  - 【改題】緑の我が家 Home, Green Home（1997年6月 講談社X文庫ホワイトハート - イラスト：山内 直実）
  - 【新装版】緑の我が家 Home, Green Home（2015年8月 講談社X文庫ホワイトハート - イラスト：樹 なつみ）
  - 【新装版】緑の我が家 Home, Green Home（2022年10月24日 角川文庫）講談社X文庫ホワイトハート版を加筆・修正

- 魔性の子（1991年9月25日 新潮文庫 - イラスト：山田章博）ファンタジーノベルシリーズ第４期配本
  - 魔性の子（1991年9月25日 新潮文庫ファンタジーノベルシリーズ - イラスト：山田章博）新潮文庫ファンタジーノベルシリーズ第４期配本
  - 魔性の子（1992年 新潮文庫 - イラスト：山田章博）新潮文庫ファンタジーノベルシリーズ終了に伴い表紙変更。
  - 【新装版】魔性の子（2012年7月1日 新潮文庫 - イラスト：山田章博）表紙変更、十二国記シリーズ組入。
- 「倫敦,1888」（1994年3月3月22日） - アンソロジー『架空幻想都市【上】』（ログアウト冒険文庫）収録
- 東亰異聞（1994年4月4月20日 新潮社 / 1999年5月1日 新潮文庫）

- 屍鬼
  - 屍鬼 上（1998年9月1日 新潮社）
  - 屍鬼 下（1998年9月1日 新潮社）
  - 屍鬼 1（2002年2月1日 新潮文庫）
  - 屍鬼 2（2002年2月1日 新潮文庫）
  - 屍鬼 3（2002年3月1日 新潮文庫）
  - 屍鬼 4（2002年3月1日 新潮文庫）
  - 屍鬼 5（2002年3月1日 新潮文庫）
- 黒祠の島（2001年2月 祥伝社 ノン・ノベル / 2004年6月 祥伝社文庫 / 2007年7月 新潮文庫）
- くらのかみ（2003年7月 講談社〈ミステリーランド〉）
- 鬼談百景（2012年7月 メディアファクトリー / 2015年7月 角川文庫）
- 残穢（2012年7月 新潮社 / 2015年7月 新潮文庫）
- 営繕かるかや怪異譚
  - 営繕かるかや怪異譚（2014年12月03日 角川書店(2014年10月1日以降からKADOKAWA) / 2018年6月15日 角川文庫）
  - 営繕かるかや怪異譚 その弐（2019年7月31日 KADOKAWA / 2022年6月10日 角川文庫）
  - 営繕かるかや怪異譚 その参（2022年8月26日 KADOKAWA / 2025年6月17日 角川文庫））
  - 営繕かるかや怪異譚 その肆（2022年6月26日 KADOKAWA）
- 怪談えほん（10） はこ（2015年5月 岩崎書店 - nakaban（絵）、東雅夫（編））

### エッセイ
- ゲームマシンはデイジーデイジーの歌をうたうか（1996年3月 ソフトバンククリエイティブ、1992年 - 1996年 「Theスーパーファミコン」）- 単行本の挿絵・イラストエッセイと対談相手は水玉螢之丞。
- 小野不由美&菅浩江スペシャル・メールエッセイ（1994年、『小説あすか』）
- 小野家の家訓（1994年、『小説現代』11月号）
- 陰謀かもしれない（2000年、『IN★POCKET』1月号）
- 隅っこの人（2002年、角川書店刊、『綾辻行人 ミステリ作家徹底解剖』に収録）
- 「鮎川哲也」を偲んで（2002年、東京創元社、山前譲編『本格一筋六十年、 思い出の鮎川哲也』に収録）
- すべての本を一列に並べよ (2006年、『yom yom』vol.1)

### 作品解説
- シャーロット・マクラウド 下宿人が死んでいく（1989年、創元推理文庫）
- ライア・マテラ あらゆる信念（1992年、創元推理文庫）
- 斎藤肇 魔法物語(上) 黒い風のトーフェ（1993年、講談社文庫）
- 竹本健治 腐食（1994年、角川ホラー文庫）
- 楳図かずお 恐怖（1995年、秋田文庫）
- 菊地秀行 ブルーマン（1995年、講談社文庫）
- 田中芳樹 創竜伝5（1995年、講談社文庫）
- 水樹和佳 樹魔・伝説（1996年、創美社コミックス）
- 津原泰水 妖都（1997年、講談社）（推薦文）
- 倉知淳 日曜の夜は出たくない（1998年、創元推理文庫）
- 田中芳樹 銀河英雄伝説9 回天篇（1998年、徳間文庫）
- 京極夏彦 どすこい(仮)（2000年、集英社）（帯文）-『屍鬼』のパロディ作品が収録されており、帯文を寄せている。
- 京極夏彦 後巷説百物語（2007年、角川書店）
- 乙一 夏と花火と私の死体（2000年、集英社文庫）
- 山田章博 BEAST of EAST 東方眩暈録2（2000年、ソニー・マガジンズ）（帯文）
- 真木武志 ヴィーナスの命題（2000年、角川書店）（推薦文）
- 波津彬子 雨柳堂夢咄 其の三（2002年、ソノラマコミック文庫）

### その他
- 装画
  - 綾辻行人『霧越邸殺人事件』（1990年、新潮社）
- 図面作成
  - 綾辻行人『霧越邸殺人事件』『暗黒館の殺人』
  - 竹本健治『眠れる森の惨劇』
  - 笠井潔『オイディプス症候群』
- 漫画原作
  - いなだ詩穂『サイレント・クリスマス』（1999年、「なかよし」12月号、『ゴーストハント』に新エピソードを書き下ろし）
- アンソロジー（編纂）
  - 連城三紀彦『連城三紀彦 レジェンド 傑作ミステリー集』（2014年11月 講談社文庫） - 綾辻行人、伊坂幸太郎、米澤穂信と共編
  - 連城三紀彦『連城三紀彦 レジェンド2 傑作ミステリー集』（2017年9月 講談社文庫） - 綾辻行人、伊坂幸太郎、米澤穂信と共編

### 同人誌
ファンクラブの運営に関わり、同人誌に短編を発表していた。長らく入手困難だったが、『十二国記』シリーズの短編は、のちに短編集『華胥の幽夢』に収録された。
- 小野不由美ファンクラブ
  - 『悪霊になりたくない!』のあとがきでファンクラブができたと記載されたが、初期に問い合わせた読者しか入会できなかった。オフィシャルファンクラブと認定をしない代わりに小野不由美自身もファンクラブに参加。作品やキャラクター作成の裏話等をファンクラブ代表がインタビュー形式や設問形式で会報に掲載していた。1991年1月 - 1992年9月に創設号 - NO.15、解散時に記念として同人誌が1冊、便箋2種、テレホンカードが発行された。
- 京都私設情報局
  - 小野不由美のファンクラブを創設するも落選者が多数生じたため、代わりに情報ペーパーを発行することになった。1992年 - 1997年、に0号 - 15号が発行された。悪霊シリーズや十二国記シリーズの短編が掲載され、同人誌『中庭同盟』にまとめられている。
- 「中庭同盟」（1995年6月26日発行）
  - いちばん見えない横顔（悪霊シリーズ）
  - 白いカラスのための告悔（悪霊シリーズ）
  - GENKI（悪霊シリーズ）
  - 千年の王国（悪霊シリーズ）
  - 彼の現実（悪霊シリーズ）
  - 衛星の
  - The Green Home（悪霊シリーズ）
  - Eugene（悪霊シリーズ）
  - 書簡（十二国記シリーズ）
  - 函丈（十二国記シリーズ）
- 「Principia 自然哲学の数学的諸原理」（2000年8月11日発行）
  - 超自然のシステム（悪霊シリーズ）匿名参加
  - 自転車の天使（悪霊シリーズ）匿名参加
- 「Principia 自然哲学の数学的諸原理〈増補改訂版〉」（2019年12月28日発行）他の同人誌やツイッターの掲載作品を加えて再編集。
  - 超自然のシステム（悪霊シリーズ）匿名参加
  - 自転車の天使（悪霊シリーズ）匿名参加
- 「麒麟都市3」（2000年8月3日 サークル麒麟都市）
  - 小野不由美オンリーイベントを記念して発行された同人誌。『十二国記』シリーズの短編「帰山」を寄稿。

## メディア・ミックス

### 漫画
- いなだ詩穂 『ゴーストハント』（1998年、「Amie」、1999年 - 、「なかよし」、講談社）
- 岸田あつ子 『緑の我が家』（1999年、角川書店）
- 梶原にき 『東亰異聞』（2001年、「コミックバーズ」、幻冬舎、2013年7月 漫画文庫）
- 山本小鉄子 『黒祠の島』（2005年 - 2006年、幻冬舎）
- 山本小鉄子 『過ぎる十七の春』（2007年 - 2008年、幻冬舎、2013年4月 漫画文庫）
- 藤崎竜 『屍鬼』（2007年、「ジャンプスクエア」、集英社、2016年7月 - 9月、集英社文庫）
- 漆原ミチ『鬼談百景』（2015年9月 角川書店 幽COMICS）
- 加藤和恵『営繕かるかや怪異譚』(2022年11月、集英社)

### テレビアニメ
- 十二国記 （2002年、NHK）
- ゴーストハント （2006年、テレビ東京系）
- 屍鬼 （2010年、フジテレビ系「ノイタミナ」）

### 映画
- 残穢 -住んではいけない部屋-（2016年1月30日）[21]
- 鬼談百景（2016年1月23日）

### 舞台
- 東の海神 西の海神（1997・2000年、劇団てぃんかーべる）
- 東亰異聞（2004年、劇団てぃんかーべる）

### ミュージカル
- 十二国記 ‐月の影 影の海‐（2025年、製作：東宝株式会社）

### ラジオドラマ
- 悪霊狩り〜ゴーストハント（1997年、ラジオ日本「宮村優子の直球で行こう」内で放送）
  - 脚本：會川昇／出演：宮村優子・岡野浩介・松本保典・三木眞一郎・山口勝平・新山志保・かないみか・小杉十郎太
- 残穢 (2014年1月18日、NHK-FM「FMシアター」)
  - 脚色:井出真理/出演:南果歩・平岩紙・伊藤友乃・石河美幸・内田藍子・外山文孝・鈴木惠理・登澤良平・原みなほ・高川裕也

### CD
- 魔性の子（1997年、キティMME）
  - 脚本：相良敦子／演出：斯波重治／出演：伊崎充則・平田康之
- 東の海神 西の滄海（1997年、講談社）
  - 脚本：渡辺麻実／出演：山口勝平・梁田清之・石田彰・松本保典・子安武人・関智一・三木眞一郎・折笠愛

### ゲーム
- 十二国記 オンライン（2003年、アスミック・エースエンタテインメント、ネットゲーム）
- 十二国記 -紅蓮の標 黄塵の路-（2003年、コナミ、PlayStation 2）
- 十二国記 -赫々たる王道 紅緑の羽化-（2004年、コナミ、PlayStation 2）

## 関連図書
- 『小野不由美ゴーストハント読本』幽BOOKS、「ゴーストハント」編集委員会 編（2013年7月 メディアファクトリー）